# 螫蠅
螫蠅（Stomoxys calcitrans），一般稱為厩螫蝇。雙翅目（Diptera）蠅科（Muscidae），有時放在另立的螫蠅科（Stomyxyidae）。是一種凶狠的吸血蠅，從哺乳動物吸收血液。

## 附圖

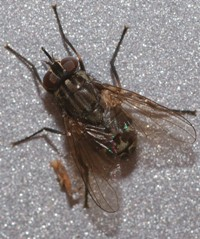
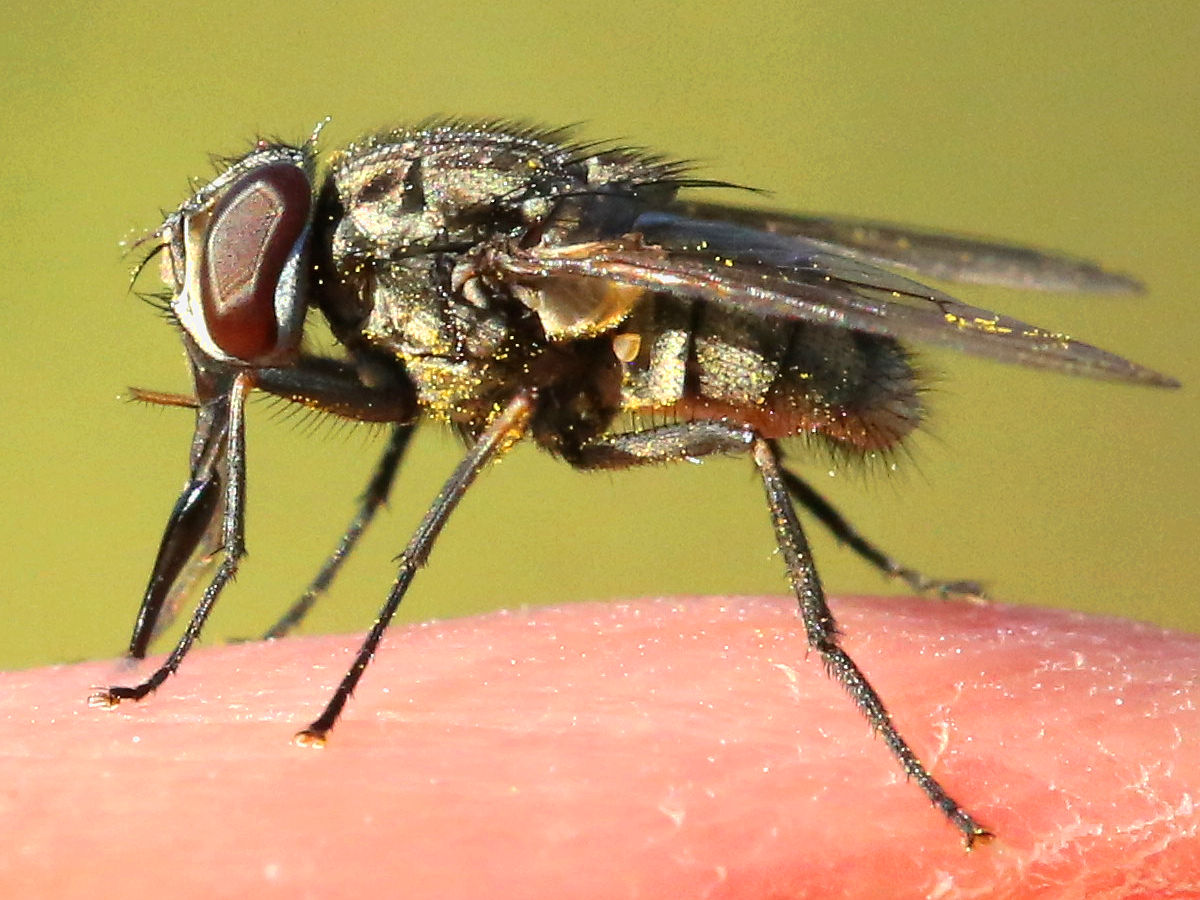
吸人血

## 外部連結
- Stable flies: how to control them （页面存档备份，存于） hosted by the UNT Government Documents Department （页面存档备份，存于）